# Allium sprengeri
Allium sprengeri är en amaryllisväxtart som beskrevs av Eduard August von Regel. Allium sprengeri ingår i släktet lökar, och familjen amaryllisväxter.
Artens utbredningsområde är Syrien. Inga underarter finns listade i Catalogue of Life.